# باسم العطا الله
باسم العطا الله البقي، حارس مرمى كرة قدم سعودي.

## مسيرة اللاعب
كانت بداياته في نادي الطائي و انتقل إلى النادي الأهلي في عام 2011 و اعير إلى نادي التعاون في عام 2014-2015 و لعب معهم لمدة موسم و بعدها عاد إلى النادي الأهلي و انتقل إلى نادي الوحدة في صيف عام 2020 و وقع مع النادي العربي مطلع عام 2024.

## وصلات خارجية
- باسم عطا الله على موقع Soccerway.com (الإنجليزية)